# Viettesia incerta
Viettesia incerta är en fjärilsart som beskrevs av De Toulgoët 1959. Viettesia incerta ingår i släktet Viettesia och familjen björnspinnare. Inga underarter finns listade i Catalogue of Life.